# Campoplex tumidulus
Campoplex tumidulus là một loài tò vò trong họ Ichneumonidae.